# 真昼の夢 夜の庭
『真昼の夢 夜の庭』（まひるのゆめ よるのにわ）は、sarahの3枚目のオリジナル・アルバム。1998年8月26日にPHOTONから発売された。

## 概要

### アルバム解説
- 改名後及びPHOTON移籍後初のアルバムである。
- アンビエント系の楽曲が集約されており[2]、sarah自身も共作という形で3曲の作詞作曲に参加している[3]。
- アルバムのタイトルは増山龍太が付けた[4]。スタッフからは難色を示されたが[4]、sarahが気に入ったためタイトルとして採用された[4]。
- 2023年3月22日より、サブスクリプションサービスでの配信が開始された[5]。

### 楽曲解説
- 5曲目「微かな情熱」は、sarahがフォーライフ・レコード所属時代にサウンドプロデュースを担当していた有賀啓雄がミュージシャンとして参加している。
- 13曲目「くれない -REMIX-」は、隠しトラックとなっている[6]。

## 収録曲
| #         | タイトル                     | 作詞           | 作曲                              | 編曲                                                                | 時間  |
| --------- | ---------------------------- | -------------- | --------------------------------- | ------------------------------------------------------------------- | ----- |
| 1.        | 「SKY -L'AUTRE VERSION-」    | sarah 増山龍太 | sarah Nadège Cellier Abou el fida | NADÈGE T. Forrestier（ストリングスアレンジ）                        | 3:43  |
| 2.        | 「春ある国に生まれ来て」     | 田中章義       | 高橋和哉                          | 平松靖                                                              | 4:28  |
| 3.        | 「夕霧」                     | 増山龍太       | sarah Nadège Cellier              | NADÈGE                                                              | 3:53  |
| 4.        | 「夏が過ぎていても」         | 増山龍太       | 高橋和哉                          | NADÈGE                                                              | 3:59  |
| 5.        | 「微かな情熱」               | 鈴木祥子       | 佐橋佳幸                          | 佐橋佳幸                                                            | 5:06  |
| 6.        | 「雲のゆくえ」               | 田中章義       | 高橋和哉                          | 平松靖                                                              | 5:25  |
| 7.        | 「夏の終電車」               | 増山龍太       | 石川敏晴 増山龍太                 | NADÈGE                                                              | 5:18  |
| 8.        | 「MIXED EMOTIONS」           | 増山龍太       | Nadège Cellier                    | NADÈGE                                                              | 4:16  |
| 9.        | 「夜の庭」                   | 増山龍太       | Abou el fida Nadège Cellier       | NADÈGE                                                              | 5:30  |
| 10.       | 「FADE IN… -ALBUM VERSION-」 | 増山龍太       | GÉOPPO sarah Nadège Cellier       | NADÈGE Abou el fida（補編曲）                                       | 8:58  |
| 11.       | 「MISTY -GUNASCOLE MIX-」    | 坂本裕介 sarah | 坂本裕介                          | NADÈGE Abou el fida（補編曲） T. Forrestier（ストリングスアレンジ） | 3:34  |
| 12.       | 「くれない」                 | 坂本裕介 sarah | 坂本裕介                          | 坂本裕介 清水信之                                                   | 5:15  |
| 13.       | 「くれない -REMIX-」         | 坂本裕介 sarah | 坂本裕介                          | NADÈGE                                                              | 4:03  |
| 合計時間: | 合計時間:                    | 合計時間:      | 合計時間:                         | 合計時間:                                                           | 63:28 |

## タイアップ
| 曲名                 | タイアップ                                             |
| -------------------- | ------------------------------------------------------ |
| 春ある国に生まれ来て | さくら銀行CMソング                                     |
| 雲のゆくえ           | さくら銀行CMソング                                     |
| 夏の終電車           | TBSテレビ系『face2』エンディングテーマ                 |
| MIXED EMOTIONS       | 日本テレビ系テレビドラマ『亀岡中学教師ご一行様』主題歌 |
| くれない             | 日本テレビ・読売テレビ系テレビドラマ『くれなゐ』主題歌 |

## ミュージシャン
| SKY -L'AUTRE VERSION- - エレクトリックピアノ：T. Forrestier - シンセサイザー：T. Forrestier - プログラミング：Abou el fida - レコーディングエンジニア：Abou el fida - ミキシングエンジニア：Abou el fida - ミキシングアシスト：T. Forrestier、Nadège Cellier 春ある国に生まれ来て - ギター：平松靖 - プログラミング：平松靖 - キーボード：横内丙午 - シンセサイザー：横内丙午 - パーカッション：川瀬正人 - ハープ：朝川朋之 - 中国竹笛：篠原猛 - レコーディングエンジニア：広兼輝彦 - レコーディングアシスト：赤工隆 - ミキシングエンジニア：広兼輝彦 夕霧 - プログラミング：Abou el fida - ギター：U. Lucas - レコーディングエンジニア：Abou el fida - ミキシングエンジニア：Abou el fida - ミキシングアシスト：T. Forrestier、Nadège Cellier 夏が過ぎていても - プログラミング：Abou el fida - エレクトリックピアノ：T. Forrestier - ギター：古川昌義 - レコーディングエンジニア：Abou el fida - エレクトリックギターレコーディング：Jean-Claude Deschamps - ミキシングエンジニア：Abou el fida - ミキシングアシスト：T. Forrestier、Nadège Cellier 微かな情熱 - プログラミング：望月ひでき - ギター：佐橋佳幸 - キーボード：柴田俊文 - ベース：有賀啓雄 - ドラムス：鎌田清 - パーカッション：大石真理恵 - レコーディングエンジニア：飯尾芳史 - ミキシングエンジニア：飯尾芳史 雲のゆくえ - ギター：泉尚也 - プログラミング：平松靖 - ベース：平松靖 - パーカッション：川瀬正人 - キーボード：清水一 - レコーディングエンジニア：広兼輝彦 - レコーディングアシスト：赤工隆 - ミキシングエンジニア：広兼輝彦 | 夏の終電車 - プログラミング：Abou el fida - エレクトリックピアノ：T. Forrestier - ベース：T. Forrestier - エレクトリックギター：松原正樹 - アコースティックギター：青柳拓次 - レコーディングエンジニア：Abou el fida - エレクトリックギターレコーディング：Jean-Claude Deschamps - ミキシングエンジニア：Abou el fida - ミキシングアシスト：T. Forrestier、Nadège Cellier MIXED EMOTIONS - プログラミング：Abou el fida - エレクトリックピアノ：T. Forrestier - ベース：T. Forrestier - エスラジ：Pandit.K - レコーディングエンジニア：Abou el fida - エスラジレコーディング：Jean-Claude Deschamps - ミキシングエンジニア：Abou el fida - ミキシングアシスト：T. Forrestier、Nadège Cellier 夜の庭 - プログラミング：Abou el fida - シンセサイザー：T. Forrestier - ライブパーカッション：G. Collins - レコーディングエンジニア：Abou el fida - ミキシングエンジニア：Abou el fida - ミキシングアシスト：T. Forrestier、Nadège Cellier FADE IN… -ALBUM VERSION- - プログラミング：GÉOPPO - 追加シンセサイザー：T. Forrestier - レコーディングエンジニア：Abou el fida - ミキシングエンジニア：Abou el fida - ミキシングアシスト：T. Forrestier、Nadège Cellier MISTY -GUNASCOLE MIX- - 追加エレクトリックピアノ：T. Forrestier - レコーディングエンジニア：Abou el fida - ボーカルレコーディング：坂本裕介 - ミキシングエンジニア：Abou el fida - ミキシングアシスト：T. Forrestier、Nadège Cellier くれない - キーボード：坂本裕介 - プログラミング：坂本裕介 - シンセサイザー：清水信之 - ハモンドオルガン：清水信之 - エレクトリックギター：清水信之 - エレクトリックベース：清水信之 - アコースティックギター：是永巧一 - レコーディングエンジニア：清水邦彦 - ミキシングエンジニア：吉村健一 |

## スタッフクレジット
| A&R                          | 巌剛（ワーナーミュージック・ジャパン）、井上精一（ワーナーミュージック・ジャパン）                                                               |
| チーフA&R                    | 渡辺忠孝（ワーナーミュージック・ジャパン） |
| パブリック・リレーションズ   | 渥美佳代子 （ワーナーミュージック・ジャパン）、Kazuki Maruya（ワーナーミュージック・ジャパン）、Shinji Yoshida（ワーナーミュージック・ジャパン） |
| セールスプロモーション       | Michio Imai（ワーナーミュージック・ジャパン）、森野一生（ワーナーミュージック・ジャパン）                                                        |
| アートディレクション         | 信藤三雄（C.T.P.P.） |
| デザイン                     | 北澤剛志（C.T.P.P.） |
| フォトグラフィ               | 富永よしえ（FEMME） |
| ヘアー&メイクアップ          | 小西神士（KiKi INC.） |
| スタイリスト                 | 浜田英枝 |
| スタイリング                 | Mitsuko Funo |
| プロダクツコーディネーション | 小嶋敏春 |
| スーパーバイザー             | 市原稔（芸映）、井上良久（FLOS） |
| エグゼクティブプロデューサー | 新井雄貴（ビーンズ）、三浦信樹（電通）、近藤雅信（ワーナーミュージック・ジャパン）                                                               |